# 만화 목록
다음은 만화에 관한 목록이다.

## 나라별 목록
- 일본의 만화 목록
- 대한민국의 만화 목록
- 중국의 만화 목록
- 미국의 만화 목록

## 장르별 목록
- 판타지 만화 목록

## 매체별 목록
- 웹툰 목록

## 같이 보기
- 영화 목록
- 분류:만화 목록